# Stenus binotatus
Stenus binotatus – gatunek chrząszcza z rodziny kusakowatych i podrodziny myśliczków (Steninae).
Gatunek ten został opisany w 1804 roku przez Svena Ingemara Ljungha.
Chrząszcz o biało owłosionym, smukłym ciele długości od 4,3 do 5 mm. Przedplecze jest znacznie dłuższe niż szersze, pozbawione jest podłużnej bruzdy środkowej. Pokrywy u nasady są znacznie szersze niż głowa. Powierzchnię odwłoka cechuje lustrzany połysk. Odnóża ubarwione są czarno, czasem z czarnobrunatnymi stopami. Krótkie i szerokie tylne stopy są co najwyżej trochę dłuższe od połowy goleni. Czwarty człon stóp jest wycięty sercowato, a trzeci głęboko.
Owad palearktyczny, rozprzestrzeniony w całej Europie, a ponadto znany z Syberii, Gruzji, Turcji i Syrii. W Polsce stosunkowo pospolity. Zasiedla tereny bagniste i pobrzeża wód, porośnięte ziołoroślami.